# ميغيل أنخيل فيلار بينتو
ميغيل أنخيل فيلار بينتو (بالإسبانية: Miguel Ángel Villar Pinto)‏ هو كاتب للأطفال وكاتب إسباني، ولد في 29 ديسمبر 1977 في لا كورونيا في إسبانيا.